# الدوري التشيلي لكرة القدم 1986
الدوري التشيلي لكرة القدم 1986 (بالإسبانية: Primera División de Chile 1986)‏ هو الموسم 54 من الدوري التشيلي لكرة القدم. كان عدد الأندية المشاركة فيه 18، وفاز فيه كولو-كولو.